# ユリア・メルクロワ
- ユーリヤ・メルクーロワ

ユリア・メルクロワ（ロシア語: Юлия Меркулова、1984年2月17日 - ）は、ロシアの女子バレーボール選手。旧ソビエト連邦のリペツク出身。ポジションはミドルブロッカー。ロシア代表。

## 来歴
ロシア代表で2005年から活躍する202cmの長身のミドルブロッカーで、跳ばなくてもネットから手が出る。2006年世界選手権では金メダルを獲得した。
2006ワールドグランプリではロシア代表のエカテリーナ・ガモワと共に日本のメディアに『ロシアのツインタワー』と呼ばれた。
2008年北京五輪に出場した。2010年11月の世界選手権で2大会連続の金メダル獲得に貢献した。

## 所属クラブ
- ザレチエ・オジンツォボ （2000-2009年）
- ディナモ・クラスノダール （2009-2010年）
- ディナモ・モスクワ （2010-2012年）
- ディナモ・クラスノダール （2012-）